# Camacan
Camacan är en kommun i Brasilien.   Den ligger i delstaten Bahia, i den östra delen av landet, 900 km öster om huvudstaden Brasília. Antalet invånare är 31 468.
I omgivningarna runt Camacan växer i huvudsak städsegrön lövskog. Runt Camacan är det ganska glesbefolkat, med 45 invånare per kvadratkilometer.